# Joseph Deiss
Joseph Deiss, född 18 januari 1946 i Fribourg, är en schweizisk politiker och medlem i Christlichdemokratische Volkspartei der Schweiz (CVP). Från 1999 till 2006 var han ledamot i Förbundsrådet (Schweiz’ regering), vari han var utrikesminister under perioden 1999-2002, näringsminister 2003-2006 och förbundspresident (Bundespräsident) 2004.